# Muros (Gerichtsbezirk)
Der Gerichtsbezirk Muros ist einer der 14 Gerichtsbezirke in der Provinz A Coruña.
Der Bezirk umfasst 4 Gemeinden auf einer Fläche von 430,85 km² mit dem Hauptquartier in Muros.

## Gemeinden
| Gemeinde             | Einwohner (2024) | Fläche km² | Dichte Einw./km² | Cod INE | Postleitzahl |
| -------------------- | ---------------- | ---------- | ---------------- | ------- | ------------ |
| Carnota              | 3.800            | 70,90      | 54               | 15020   | 15293        |
| Mazaricos            | 3.719            | 187,30     | 20               | 15045   | 15256        |
| Muros                | 8.184            | 72,91      | 112              | 15053   | 15250        |
| Outes                | 6.049            | 99,74      | 61               | 15062   | 15230        |
| Gerichtsbezirk Muros | 21.752           | 430,85     | 50               | –       | –            |